# Trachinotus anak
 Trachinotus anak és una espècie de peix de la família dels caràngids i de l'ordre dels perciformes.

## Distribució geogràfica
Es troba a Taiwan i Austràlia.